# Toon van Welsenes
Anton (Toon) van Welsenes (Haarlem, 7 oktober 1903 – aldaar, 2 juli 1974) was een Nederlandse atleet, die zich had toegelegd op de sprint en het verspringen. Hij nam eenmaal deel aan de Olympische Spelen, waarbij hij de finale niet bereikte.

## Loopbaan
Van Welsenes, die lid was van AV Haarlem, maakte deel uit van de Nederlandse ploeg, die aanwezig was op de Olympische Spelen van 1928 in Amsterdam. Hij kwam uit op het onderdeel verspringen, waarop hij met een verste sprong van 6,96 m niet door de kwalificaties heen kwam.
Van Welsenes was enkele malen betrokken bij de verbetering van het Nederlands record op de 4 × 100 m estafette voor clubteams. Vanaf 1925 was hij steeds lid van de Haarlemse estafetteploeg, die het 4 × 100 meterrecord van 44,2 s in 1925, via 43,9 en 42,8 s in 1926 en 42,6 in 1930, ten slotte in 1931 op 42,5 stelde. Dit laatste record, gelopen samen met Rinus van den Berge, Dolf Benz en Chris Berger, bleef twee jaar overeind.
Dat Van Welsenes ook zijn mannetje stond bij het verspringen, bewees hij in 1931 toen hij Nederlands kampioen verspringen werd met een sprong van 7,20. Ter vergelijking: het Nederlandse record van Hannes de Boer werd in datzelfde jaar naar 7,32 getild, eind augustus gesprongen in dezelfde wedstrijd waarin Van Welsenes zijn beste prestatie ooit evenaarde: 7,27. Drie jaar later, in 1934, veroverde hij op dit nummer zijn tweede en laatste titel, ditmaal met een sprong van 6,82.
Van Welsenes beëindigde zijn atletiekloopbaan in 1936, maar keerde in de jaren vijftig bij AV Haarlem terug, ditmaal als trainer. Hierin zou hij tot eind jaren vijftig actief blijven.

## Nederlandse kampioenschappen
| Onderdeel   | Jaar       |
| ----------- | ---------- |
| verspringen | 1931, 1934 |

## Persoonlijke records
| Onderdeel          | Prestatie | Jaar |
| ------------------ | --------- | ---- |
| 100 m              | 11,2 s    | 1925 |
| 200 m              | 23,8 s    | 1926 |
| verspringen        | 7,27 m    | 1929 |
| hink-stap-springen | 12,94 m   | 1924 |
| hoogspringen       | 1,65 m    | 1926 |